# Semiothisa kenteata
Semiothisa kenteata là một loài bướm đêm trong họ Geometridae.